# Фальцований папір

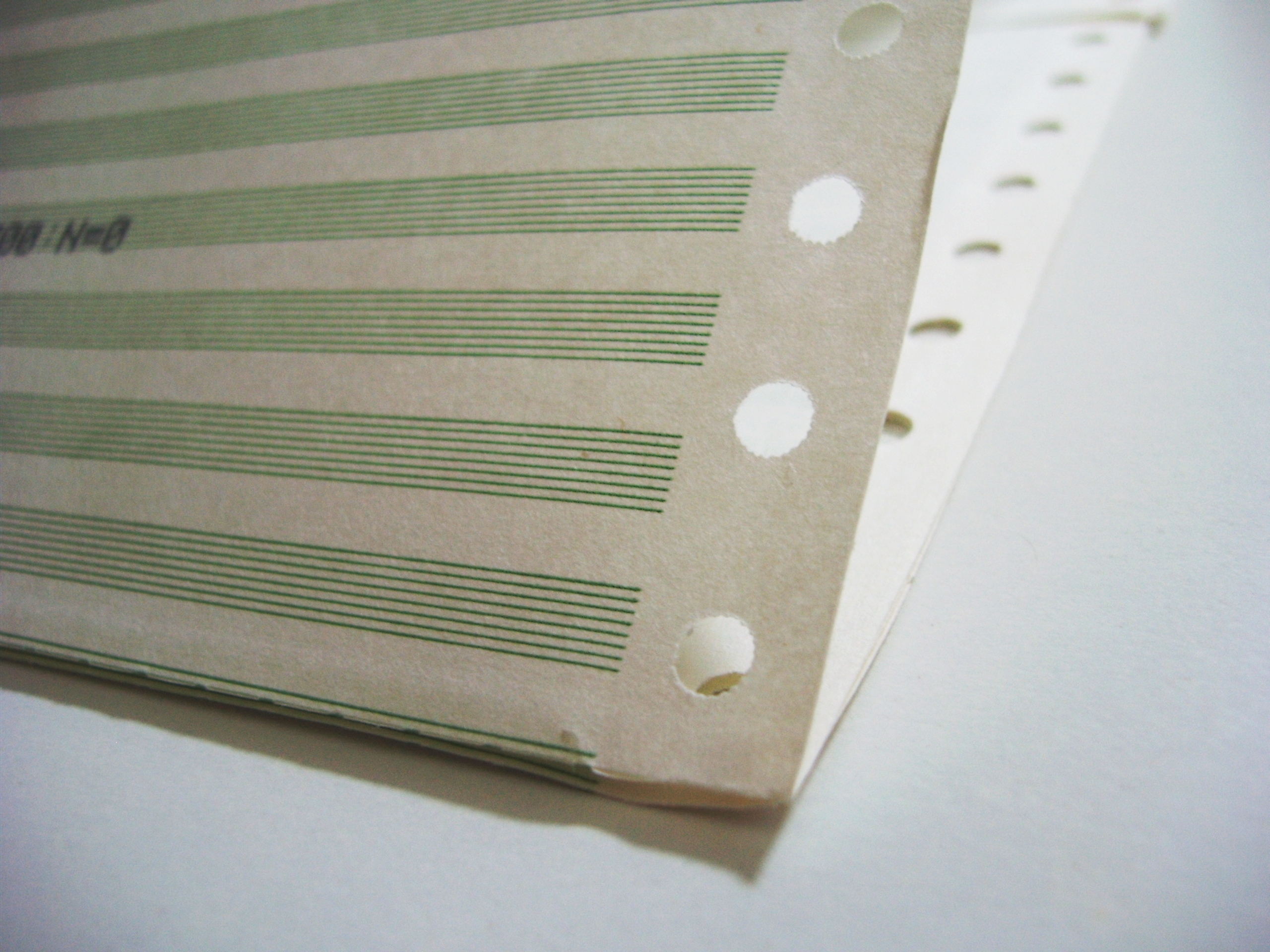
Фальцований папір

Фальцований папір (англ. z-fold paper, fanfold paper, zig-zag fold paper, tractor feed paper, continuous paper, continuous stationery, sprocket feed paper, pin feed paper) — папір з особливою перфорацією, призначений для використання у деяких типах друкувальних пристроїв, зокрема у матричних і барабанних принтерах.

## Історія
Один з перших типів паперу з перфорацією було розроблено для апарату, що мав назву Autographic Register у США приблизно 1910 року. У 1920-х роках формат було адаптовано для використання у табуляторах, і пізніше у комерційних комп'ютерах 1950-х років.
Перфокарти для конторського обладнання фірми IBM (як опція — заздалегідь перфоровані і пронумеровані) були доступні у форматі фальцованого паперу, і використовувалися для чеків і інших документів.
У 1980-х роках перфорований папір став широковідомим завдяки масовому розповсюдженню мікрокомп'ютерів і матричних принтерів.
Починаючи з 1990-х років використання такого паперу в споживчих продуктах пішло на спад: все більше поширювалися струменеві і лазерні принтери, що друкують на папері стандартних форматів, разом з якісними програмними системами верстки. Фальцований папір знаходить обмежене застосування у спеціалізованих системах.[яких?]

## Стандарти
Станом на листопад 2018 року на фальцований папір продовжує діяти стандарт ГОСТ 23415-79.

## Виробники
Виробником фальцованого паперу (як і інших типів спеціалізованого паперу) в Україні є Олександрійська фабрика діаграмних паперів.